# Land Animal
Land Animal è il quarto album in studio del gruppo musicale statunitense Bent Knee, pubblicato il 23 giugno 2017 dalla Inside Out Music.

## Descrizione
Il disco prosegue la direzione rock progressivo intrapresa con il precedente Say So, pur presentando strutture più vicine alla forma canzone ed incorporando svariati elementi che passano dall'indie rock al post-rock fino alla musica d'ambiente.
Dal punto di vista dei testi, invece, il gruppo ha spiegato che i dieci brani contenuti nell'album risultano tutti autobiografici e affrontano tematiche come l'ansia, la solitudine dell'esistenza, i conflitti familiari, il riscaldamento globale e l'effetto alienante della modernità tecnologica, ponendo il dubbio su chi siamo noi (come specie) e dove stiamo andando.

## Tracce
Testi e musiche dei Bent Knee.
1. Terror Bird – 4:09
2. Hole – 3:19
3. Holy Ghost – 5:35
4. Insides In – 6:26
5. These Hands – 5:38
6. Land Animal – 5:13
7. Time Deer – 4:17
8. Belly Side Up – 4:15
9. The Well – 5:31
10. Boxes – 5:42

Tracce bonus nell'edizione limitata
1. Way Too Long (Sylvia Massy Treatment) – 5:20
2. Land Animal (Ben Levin Remix) – 4:40

## Formazione
Gruppo
- Chris Baum – violino
- Jessica Kion – basso, voce
- Ben Levin – chitarra, voce
- Courtney Swain – voce, tastiera
- Gavin Wallace-Ailsworth – batteria
- Vince Welch – sound design

Altri musicisti
- Sue Buzzard – violino
- Nathan Cohen – violino
- Nick Dinnerstein – violoncello
- Rebecca Hallowell – viola
- Christian Marrero – tromba
- Anna Stromer – viola
- Ben Swartz – violoncello
- Abby Swidler – violino

Produzione
- Vince Welch – produzione, missaggio
- Matt Beaudoin – ingegneria del suono
- Bradford Krieger – ingegneria del suono
- Chaimes Parker – ingegneria del suono
- Dave Minehan – ingegneria del suono
- Aaron Bastinelli – ingegneria del suono
- Jamie Rowe – ingegneria del suono
- Mike Sartini – ingegneria del suono
- Caitlyn Bonjiovi – assistenza tecnica
- Claire Goh – assistenza tecnica
- Brian Donnovan – assistenza tecnica
- Randy Roos – mastering